# 石川氏粗鰭魚
石川氏粗鰭魚為輻鰭魚綱月魚目粗鰭魚科的其中一種，分布於西北太平洋區的日本及台灣海域，為深海魚類，棲息深度可達1200公尺，體長可達143公分，屬肉食性，以烏賊及小魚等為食，由於常在地震前後出現，因此被認為是大地震前兆，也因此被稱做地震魚。